# Essencial (álbum de Jorge & Mateus)
Essencial é a primeira coletânea musical da dupla sertaneja brasileira Jorge & Mateus, lançada em 2012 pela Som Livre, sendo o primeiro lançamento da dupla pela gravadora. Recebeu disco de platina da PMB. Esse álbum reúne os maiores sucessos da dupla, duas faixas inéditas: "Pra Que Entender?" e "Duas Metades" e uma nova versão de "Amor Covarde", que foi incluída na trilha sonora da telenovela Fina Estampa, da Rede Globo.

## Lista de Faixas
| N.º            | Título                      | Compositor(es)                    | Duração |  |
| 1.             | "Duas Metades"              | Jorge                             | 3:48    |  |
| 2.             | "Seu Astral"                | Diego Damasceno                   | 3:11    |  |
| 3.             | "Amo Noite e Dia"           | Humberto Júnior                   | 3:11    |  |
| 4.             | "Voa Beija-Flor"            | Euler Coelho                      | 3:27    |  |
| 5.             | "Amor Covarde"              | Dorgival Dantas                   | 3:45    |  |
| 6.             | "Aí Já Era"                 | Jorge                             | 4:08    |  |
| 7.             | "De Tanto Te Querer"        | Jorge                             | 3:06    |  |
| 8.             | "Vou Fazer Pirraça"         | Chrystian Lima Edu Luppa          | 3:52    |  |
| 9.             | "Pra Que Entender?"         | Marcelo Melo Theo José Vivi Abreu | 3:02    |  |
| 10.            | "Mania de Te Amar"          | Priscila Barucci                  | 3:20    |  |
| 11.            | "Pode Chorar"               | D. Dantas                         | 3:23    |  |
| 12.            | "Espelho"                   | P. Barucci                        | 3:02    |  |
| 13.            | "Onde Haja Sol"             | Mateus Marcelo Dinelza            | 3:19    |  |
| 14.            | "Te Amo Tanto Que Nem Sei"  | P. Barucci                        | 2:56    |  |
| 15.            | "Mistérios"                 | D. Damasceno                      | 3:04    |  |
| 16.            | "Um Dia Te Levo Comigo"     | Jorge                             | 3:22    |  |
| 17.            | "Traz Ela de Volta Pra Mim" | Mateus                            | 2:56    |  |
| 18.            | "O Mundo É Tão Pequeno"     | Jorge                             | 2:56    |  |
| 19.            | "Querendo Te Amar"          | Jorge                             | 3:05    |  |
| Duração total: | Duração total:              | Duração total:                    | 62:53   |  |

## Certificações
| Brasil (PMB)                              | Platina | 2012 | 185.000* |
| *número de vendas baseado na certificação |         |      |          |